# Parral (Chihuahua)
Parral, früher bekannt als San José de Parral und heute offiziell Hidalgo del Parral genannt, ist eine Stadt im mexikanischen Bundesstaat Chihuahua mit gut 100.000 Einwohnern und Sitz des Municipio Hidalgo del Parral.

## Geschichte
Parral wurde 1631 von Juan Rangel de Biesma gegründet. Um 1631 wurde dort Silberbergbau betrieben. Als es kein Silber mehr gab, verließen die meisten Bürger die Stadt. Am 20. Juli 1923 wurde Volksheld Pancho Villa in Parral ermordet und begraben. Ihm zu Ehren werden alljährlich im Juli die so genannten Jornadas Villistas veranstaltet.

## Bistum Parral
- Bistum Parral

## Töchter und Söhne der Stadt
- Friedrich Schack (1886–1978), deutscher Rechtswissenschaftler
- Andrea Ellendt (1890–1931), deutsch-mexikanische, antisemitische Agitatorin der völkischen Bewegung
- Ignacio Asúnsolo (1890–1965), Bildhauer
- Aurora Reyes Flores (1908–1985), Künstlerin
- Jesús Lozoya Solís (1910–1983), Arzt, General und Politiker
- Humberto Mariles Cortés (1913–1972), Spring- und Vielseitigkeitsreiter